# Колін Фаррелл
Ко́лін Дже́ймс Фа́ррелл (англ. Colin James Farrell; нар. 31 травня 1976, Дублін) — ірландський кіноактор. Здобув популярність завдяки ролям у фільмах «Олександр», «Телефонна будка», «Особлива думка», «Рекрут», «Поліція Маямі: Відділ моралі» тощо. Лауреат премій «Золотий глобус» (тричі), MTV Movie Award, Teen Choice Awards та багатьох інших. За головну роль у трагікомедії «Банші Інішерина» (2022) нагороджений кубком Вольпі Венеційського кінофестивалю та номінований на премію «Оскар».

## Біографія

### Юність
Колін Фаррелл народився 31 травня 1976 року в Дубліні, Ірландія. Він був четвертою дитиною (є дві сестри, Клодін, його персональний асистент, Кетрін, і брат Імон-молодший) в сім'ї професійного футболіста Імона Фаррелла, що грав у клубі Шемрок Роверс та мав власну пакувальну фірму, і його дружини-домогосподарки Ріти. Виховувався як католик.
Коли хлопчикові було 10 років, сім'я переїхала в передмістя Дубліна Каслнок. Колін відвідував школу Санкт-Брігідс Каслкнок, після — Каслкнок коледж і коледж Gormanston. Проходив прослуховування в групу Boyzone, коли ще був невідомим, але безуспішно.
У юності Фаррелл відрізнявся досить перекірливою вдачею — замість школи тинявся з друзями по місцевих барах, курив марихуану і крав в магазинах. У віці сімнадцяти років його вигнали зі школи за бійку з викладачем, який застав Фаррелла коли той спав на уроці, і замість вибачень, був побитий. Після цього інциденту він на рік поїхав з друзями в Австралію.

### Початок кар'єри
Повернувшись до Дубліна, Фаррел за порадою старшого брата Імона почав відвідувати школу акторської майстерності The Gaiety School of Acting, але кинув. 1996 року відбувся його дебют у кіно в драмі «Зникнення Фінбар», правда його роль була настільки незначна, що не потрапила в титри. Потім, у 1997 році зіграв невелику роль у низькобюджетному фільмі «Сира нафта», а влітку наступного року Фаррелл знявся в мінісеріалі «Білий танець», дія якого розгорталася в Ірландії 30-х років. В основі сюжету покладена історія дівчини, яка завагітніла після короткого роману з актором і заради порятунку репутації одружилася з людиною, яку не кохала.
Незабаром Фаррелл, який завжди відчував неприязнь до будь-якого роду навчальних закладів, кинув заняття в школі і якийсь час заробляв на життя, знімаючись в рекламі. Потім, маючи за плечима деякий досвід гри на сцені, взяв участь в постановці невеликого лондонського театру Donmar Warehouse. Роль аутичного підлітка Річарда Беламера була примітна для Фаррелла переважно тим, що завдяки їй він познайомився з Кевіном Спейсі — той звернув увагу на гру молодого актора і порадив продюсерам запросити Фаррелла на одну з другорядних ролей свого майбутнього фільму «Звичайний злочинець».
Тим часом відбулась перша помітна поява Фаррелла на екрані — у 1999 році він взяв участь у режисерському дебюті Тіма Рота, психологічному трилері «Зона воєнних дій» з Тільдою Свінтон і Реєм Вінстоном в головних ролях. У той же період Фаррелл досить активно знімався на телебаченні, з'явившись в семи епізодах досить популярного в Ірландії телесеріалу «Ballykissangel» про життя молодого священика-англійця в маленькому ірландському селі і в телесеріалах «Чисто англійське вбивство», «Любов у XXI столітті» і «Девід Копперфільд» (щоправда, при монтажі сцени з його участю в цьому серіалі були вирізані).
Далі у 2000 році, завдяки протекції Кевіна Спейсі, Фаррелл знявся в ролі молодого бандита Алека у кримінальній комедії «Звичайний злочинець» про зухвалого грабіжника Лінча. Попри сильний акторський склад, картина провалилася в прокаті та отримала дуже негативні відгуки критиків.

### Визнання
У 2000 році актор успішно пройшов проби на роль у антивоєнному фільмі Джоела Шумахера «Країна тигрів» про тренувальний табір в Луїзіані, де новобранці проходили військову підготовку перед відбуттям до В'єтнаму. Роль рядового Роланда Бозза, бунтаря й переконаного пацифіста, стала важливим етапом у розвитку кінокар'єри Фаррелла — його гра отримала схвальні відгуки критиків, які пророкували акторові зоряне майбутнє. Крім того, він був удостоєний нагород Товариства кінокритиків Бостона і Товариства кінокритиків Лондона.
Знявшись у 2001 році в прохідному комедійному вестерні «Американські герої», Фаррелл знову з'явився у військовій драмі — картині «Війна Харта» про табір для військовополонених часів Другої світової війни, де в парі з Брюсом Віллісом виконав одну з головних ролей, за що здобув премію Шанхайського кінофестивалю.
Кар'єра Фаррелла швидкими темпами йшла в гору — у 2002 році він знявся ще у двох успішних картинах. Спочатку він виконав роль урядового агента Денні Уітвера у фантастичному трилері Стівена Спілберга «Особлива думка» за мотивами повісті Філіпа Діка. Ця картина стала одним з головних кіноподій року і здобула величезну популярність у глядачів і критиків, зібравши 358 мільйонів доларів у світовому прокаті і удостоївшись значної кількості престижних кінонагород і номінацій. За роль агента Уітвера Фаррелл був номінований на отримання премії «Імперія».
Далі була ще одна робота у Джоела Шумахера в трилері «Телефонна будка», у якому герой Фаррелла Стю Шепард потрапляє під приціл маніяка, що загрожує застрелити Стю зі снайперської гвинтівки, якщо той вийде з телефонної будки.
2003 рік виявився найуспішнішим роком Фаррелла з точки зору затребуваності — він був задіяний відразу в п'яти проєктах. Знявшись зі знаменитим Аль Пачіно в досить стандартному шпигунському трилері «Рекрут», Фаррелл взяв участь в екранізації коміксу про сліпого супергероя «Шибайголова» з Беном Аффлеком і Дженніфер Гарнер у головних ролях, де з'явився в ролі негативного героя на прізвисько Мечений. Далі була третя за рахунком робота з Джоелом Шумахером — епізодична безіменна роль в біографічній драмі «Полювання на Вероніку» на основі реальної історії ірландської журналістки Вероніки Герін, вбитої в 1996 році на замовлення мафії.
Четвертим фільмом цього року для Фаррелла став бойовик «SWAT Спецназ міста ангелів» за мотивами однойменного серіалу, де актор з'явився в ролі офіцера поліції Лос-Анджелеса Джима Стріта, що увійшов до складу команди сержанта Харрельсона (героя Семюеля Л. Джексона). Потім актор повернувся на батьківщину і знявся в кримінальній трагікомедії «Розрив», яка була добре прийнята критиками — особливо в Ірландії, отримавши від Ірландської академії кіно і телебачення 4 премії і 7 номінацій (у тому числі номінацію Фаррелла за найкращу чоловічу роль другого плану).
Журнал People назвав його у тому ж році одним із п'ятдесяти найкрасивіших людей Землі.
У наступному році Фаррелл знову був номінований на отримання премії IFTA, цього разу за роль Боббі Марлоу в мелодрамі «Будинок на краю світу» за однойменним романом лауреата Пулітцерівської премії Майкла Канінгема, а потім з'явилась перша головна роль у високобюджетному голлівудському проєкті — епічному фільмі Олівера Стоуна «Олександр». Однак попри іменитого режисера, з розмахом відзняті сцени баталій і зірковий склад — крім Фаррелла у фільмі також взяли участь Анджеліна Джолі, Вел Кілмер, Джаред Лето, Ентоні Хопкінс і інші відомі актори — «Олександр» ледь окупив 155 мільйонів доларів витрат на виробництво, зібравши в США всього 34 мільйони і ще 133 мільйонів у іноземному прокаті. У Греції робилися спроби взагалі заборонити прокат фільму. Попри те, що історики припускають ймовірність бісексуальності великого полководця, група грецьких адвокатів звинуватила Стоуна в спотворенні образу Олександра Македонського, який у фільмі приділяє однакову увагу як жінкам, так і своєму фавориту Гефестіону. Фіналом провалу стало висунення Фаррелла на отримання анти-премії «Золота малина» як гіршого актора року.

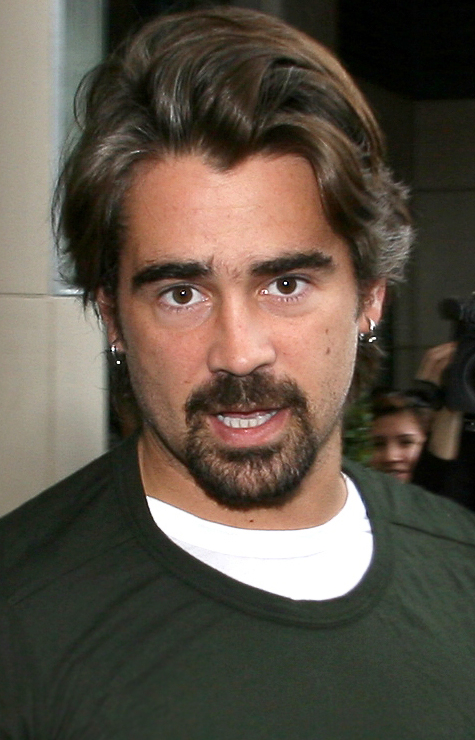
У 2007 році на Міжнародному кінофестивалі в Торонто

У 2005 році актор взяв участь у ще одному історичному фільмі — драмі «Новий Світ» про колонізацію європейцями індіанських територій на початку XVII століття. Ця картина, де Фаррелл знявся в ролі капітана Джона Сміта, вийшла в обмеженому прокаті і теж не здобула особливого успіху. Далі в 2006 році знімався в мелодрамі «Запитай у пилу», історії кохання красуні-мексиканки Камілли Лопес (її роль виконала Сальма Хайєк) і письменника-італійця Артуро Бандіні. Другою картиною Фаррелла цього року став бойовик Майкла Манна за мотивами однойменного телесеріалу 80-х «Поліція Маямі. Відділ моралі», де актор зіграв детектива Санні Крокета (у серіалі його грав Дон Джонсон).
У 2006 році Фаррелл завершив знімання у фільмі «Гордість і слава», кримінальній драмі про корупційний скандал в поліції, де крім нього знялися Едвард Нортон і Ноа Еммеріх. Світова прем'єра фільму відбулась у 2008 році через те, що фільм довго не виходив у світ через затримки з пост-продакшн (завершальним етапом виробництва фільму).
Актор знявся у фільмі «Мрія Кассандри» культового режисера Вуді Аллена за участю Евана Макгрегора і Гейлі Етвелл, світова прем'єра якого відбулася 18 червня 2007 року. Фільм — трагічна історія двох братів, що встали на шлях вбивства. 17 січня 2008 відбулася світова прем'єра іншого фільму — чорної трагікомедії Мартіна Мак-Дони «Залягти на дно в Брюгге», у якому, крім Фаррелла, зіграли Брендан Глісон і Ральф Файнс.
У червні 2008 року Фаррелл закінчив зніматися в картині «Triage» («Сортування») (режисер Даніс Танович) про війну в Курдистані (Ірак), де він зіграв роль військового журналіста Марка Уолша, який потрапив під бомбардування і втратив свого близького друга-напарника. Для цієї ролі Фаррелл скинув вагу, причому настільки сильно, що став зовсім не схожий на себе.
У вересні 2008 року Фаррелл закінчив роботу на зніманні кінофільму «Ундіна» («Ondine») режисера Ніла Джордана; знімання проходило на південно-західному узбережжі Ірландії, графство Корк. Історія фільму розповідає про ірландського рибака на ім'я Сіракуз, який одного разу виявляє у рибальській сітці дівчину з моря, все розгортається як у легендах про сирен, в кінці фільму казка закінчується і з'ясовується, що дівчина працювала на румунських наркоторговців, але при облаві її скинули в море.

### 2010-і—2020-і

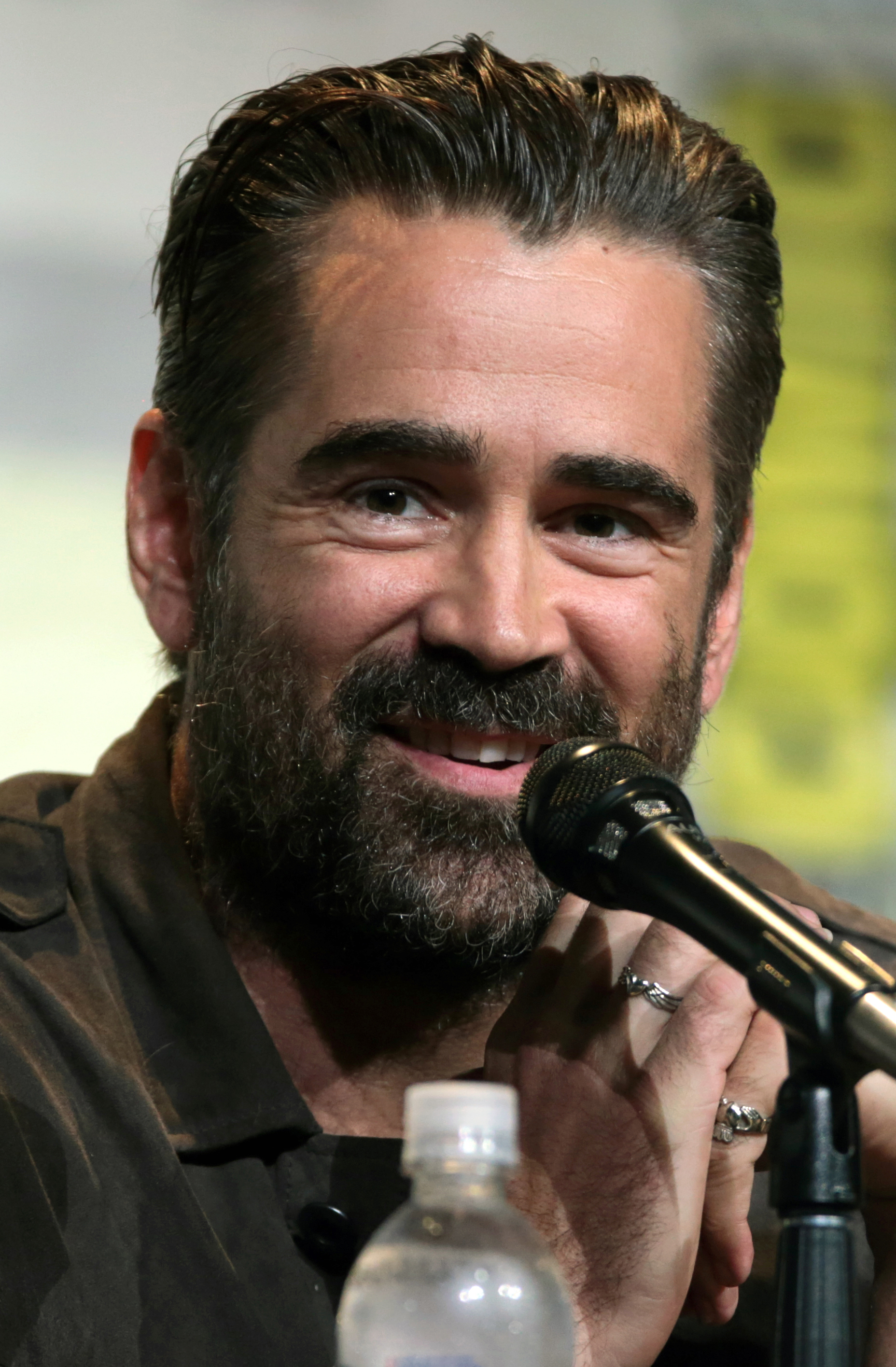
У 2016 році на San Diego Comic-Con

У 2015 та 2017 роках працював із Йоргосом Лантімосом, зігравши головні ролі в його різножанрових абсурдистських стрічках «Лобстер» і «Убивство священного оленя».
У 2022 році повернувся до співробітництва з Мартіном Мак-Доною та Бренданом Глісоном у трагікомедії «Банші Інішерина», за головну роль у якій був нагороджений кубком Вольпі Венеційського кінофестивалю та номінований на премію «Оскар».
У тому ж році вперше зіграв роль затятого ворога Бетмена Пінгвіна (Освальда Кобблпота) в бойовику Метта Рівза «Бетмен», а через два роки повторив цю роль у мінісеріалі HBO «Пінгвін», за що був нагороджений третьою премією «Золотий глобус» у своїй кар'єрі.
У 2025 році виконав головні ролі у романтичному фільмі «Велика смілива красива подорож» і психологічному трилері «Балада про маленького гравця».

## Фільмографія

### Фільми
| Рік  |    | Українська назва                 | Оригінальна назва                       | Роль                            |
| ---- | -- | -------------------------------- | --------------------------------------- | ------------------------------- |
| 1995 | ф  | Зірки Френкі                     | Frankie Starlight                       | молодий хлопець в кіно          |
| 1996 | ф  | Зникнення Фінбара                | The Disappearance of Finbar             | Саймон                          |
| 1997 | ф  | Сира нафта                       | Drinking Crude                          | Клік                            |
| 1998 | тф | Білий танець                     | Falling for a Dancer                    | Деніел Маккарті                 |
| 1999 | ф  | Зона воєнних дій                 | The War Zone                            | Нік                             |
| 2000 | ф  | Звичайний злочинець              | Ordinary Decent Criminal                | Алек                            |
| 2000 | ф  | Країна тигрів                    | Tigerland                               | рядовий Роланд Бозз             |
| 2001 | ф  | Американські герої               | American Outlaws                        | Джессі Джеймс                   |
| 2002 | ф  | Війна Харта                      | Hart's War                              | лейтенант Томас Харт            |
| 2002 | ф  | Особлива думка                   | Minority Report                         | Денні Вітвер                    |
| 2002 | ф  | Телефонна будка                  | Phone Booth                             | Стю Шепард                      |
| 2003 | ф  | Рекрут                           | The Recruit                             | Джеймс Дуглас Клейтон           |
| 2003 | ф  | Шибайголова                      | Daredevil                               | Бенджамін Пойндекстер / Мічений |
| 2003 | ф  | Полювання на Вероніку            | Veronica Guerin                         | татуйований хлопець             |
| 2003 | ф  | S.W.A.T.: Спецназ міста янголів  | S.W.A.T.                                | Джим Стріт                      |
| 2003 | ф  | Розрив                           | Intermission                            | Лейфф                           |
| 2004 | ф  | Будинок на краю світу            | A Home at the End of the World          | Боббі Морроу                    |
| 2004 | ф  | Александр                        | Alexander                               | Александр Македонський          |
| 2005 | ф  | Новий Світ                       | The New World                           | капітан Сміт                    |
| 2006 | ф  | Запитай у пилу                   | Ask the Dust                            | Артуро Бандіні                  |
| 2006 | ф  | Поліція Маямі: Відділ моралі     | Miami Vice                              | Сонні Крокетт                   |
| 2007 | ф  | Мрія Кассандри                   | Cassandra's Dream                       | Террі                           |
| 2008 | ф  | Залягти на дно в Брюгге          | In Bruges                               | Рей                             |
| 2008 | ф  | Гордість і слава                 | Pride and Glory                         | Джиммі Іган                     |
| 2009 | ф  | Імаджинаріум доктора Парнаса     | The Imaginarium of Doctor Parnassus     | Тоні (третя трансформація)      |
| 2009 | ф  | Сортування                       | Triage                                  | Марк Волш                       |
| 2009 | ф  | Ундіна                           | Ondine                                  | Сіракузи                        |
| 2009 | ф  | Божевільне серце                 | Crazy Heart                             | Томмі Світ                      |
| 2010 | ф  | Шлях додому                      | The Way Back                            | Валка                           |
| 2010 | ф  | Охоронець                        | London Boulevard                        | Мітчел                          |
| 2011 | ф  | Нестерпні боси                   | Horrible Bosses                         | Боббі Пелліт                    |
| 2011 | ф  | Нічка жахів                      | Fright Night                            | Джеррі                          |
| 2011 | кф | Моя нелюбима професія            | My Least Favorite Career                | Боббі                           |
| 2012 | ф  | Пригадати все                    | Total Recall                            | Дуглас Куейд / Гаузер Карл      |
| 2012 | ф  | Сім психопатів                   | Seven Psychopaths                       | Марті                           |
| 2013 | ф  | Одним менше                      | Dead Man Down                           | Віктор                          |
| 2013 | мф | Епік                             | Epic                                    | Ронін (голос)                   |
| 2013 | ф  | Порятунок містера Бенкса         | Saving Mr. Banks                        | Тревіс Гофф                     |
| 2014 | ф  | Зимова фантазія                  | Winter's Tale                           | Пітер Лейк                      |
| 2014 | ф  | Фрекен Юлія                      | Miss Julie                              | Джон                            |
| 2015 | ф  | Лобстер                          | The Lobster                             | Девід                           |
| 2015 | ф  | Втіха                            | Solace                                  | Чарльз Амвросій                 |
| 2016 | ф  | Фантастичні звірі і де їх шукати | Fantastic Beasts and Where to Find Them | Персіваль Ґрейвз                |
| 2017 | ф  | Убивство священного оленя        | The Killing of a Sacred Deer            | Стівен Мерфі                    |
| 2017 | ф  | Обдурений                        | The Beguiled                            | Джон Макберні                   |
| 2017 | ф  | Роман Дж. Ізраїль, есквайр       | Roman J. Israel, Esq.                   | Джордж Пірс                     |
| 2018 | ф  | Вдови                            | Widows                                  | Джек Маліган                    |
| 2019 | ф  | Дамбо                            | Dumbo                                   | Холт Фаррієр                    |
| 2019 | ф  | Джентльмени                      | The Gentlemen                           | Тренер                          |
| 2020 | ф  | Артеміс Фаул                     | Artemis Fowl                            | Артеміс Фаул старший            |
| 2020 | ф  | Агент Єва                        | Ava                                     | Саймон                          |
| 2021 | ф  | Покоління Вояджер                | Voyagers                                | доктор Річард Оллінг            |
| 2021 | ф  | Після Янґа                       | After Yang                              | Джейк                           |
| 2022 | ф  | Бетмен                           | The Batman                              | Освальд Кобблпот / Пінгвін      |
| 2022 | ф  | Тринадцять життів                | Thirteen Lives                          | Джон Волантен                   |
| 2022 | ф  | Банші Інішерина                  | The Banshees Of Inisheer                | Патрикій                        |
| 2025 | ф  | Велика смілива красива подорож   | A Big Bold Beautiful Journey            | Девід                           |
| 2025 | ф  | Балада про маленького гравця     | The Ballad of a Small Player            | Лорд Дойл                       |
| 2027 | ф  | Бетмен: Частина 2                | The Batman Part II                      | Освальд Кобблпот / Пінгвін      |

### Серіали
| Рік       |   | Українська назва                  | Оригінальна назва    | Роль                                              |
| --------- | - | --------------------------------- | -------------------- | ------------------------------------------------- |
| 1998—1999 | с | Баллікіссенджел                   | Ballykissangel       | Денні Бірн (18 епізодів)                          |
| 1998      | с |                                   | Falling for a Dancer | Даніель (4 епізоди)                               |
| 2001      | с |                                   | A Touch Of Frost     | Лоуренс Дейл Брюер (2 епізоди)                    |
| 2004      | с | Суботнього вечора в прямому ефірі | Saturday Night Live  | гість (Епізод: "Colin Farrell / Scissor Sisters") |
| 2005      | с | Клініка                           | Scrubs               | Біллі Каллахан (Епізод: "My Lucky Charm")         |
| 2010      | с | Вулиця Сезам                      | Sesame Street        | гість (Епізод: "The Whoosh & Vanish Mystery")     |
| 2015      | с | Справжній детектив (2-й сезон)    | True Detective       | детектив Рей Велкоро (8 епізодів)                 |
| 2021      | с | Північні води                     | The North Water      | Генрі Дракс (5 епізодів)                          |
| 2022      | с | Суботнього вечора в прямому ефірі | Saturday Night Live  | ведучий (Епізод: "Brendan Gleeson / Willow")      |
| 2024      | с | Шуґар                             | Sugar                | Джон Шуґар (8 епізодів)                           |
| 2024      | с | Пінгвін                           | The Penguin          | Пінгвін (8 епізодів)                              |

## Нагороди та номінації
| Нагорода                                | Рік  | Категорія                                           | Робота                    | Результат |
| --------------------------------------- | ---- | --------------------------------------------------- | ------------------------- | --------- |
| Оскар                                   | 2023 | Найкраща чоловіча роль                              | Банші Інішерина           | Номінація |
| BAFTA                                   | 2023 | Найкращий актор                                     | Банші Інішерина           | Номінація |
| Золотий глобус                          | 2009 | Найкраща чоловіча роль — комедія або мюзикл         | Залягти на дно в Брюгге   | Перемога  |
| Золотий глобус                          | 2017 | Найкраща чоловіча роль — комедія або мюзикл         | Лобстер                   | Номінація |
| Золотий глобус                          | 2023 | Найкраща чоловіча роль — комедія або мюзикл         | Банші Інішерина           | Перемога  |
| Золотий глобус                          | 2025 | Найкраща чоловіча роль у мінісеріалі або телефільмі | Пінгвін                   | Перемога  |
| Премія Гільдії кіноакторів США          | 2023 | Найкращий акторський склад в ігровому кіно          | Банші Інішерина           | Номінація |
| Премія Гільдії кіноакторів США          | 2023 | Найкраща чоловіча роль                              | Банші Інішерина           | Номінація |
| Супутник                                | 2011 | Найкращий актор другого плану                       | Нестерпні боси            | Номінація |
| Супутник                                | 2022 | Найкращий актор мінісеріалу або телефільму          | Північні води             | Номінація |
| Європейський кіноприз                   | 2015 | Найкращий актор                                     | Лобстер                   | Номінація |
| Європейський кіноприз                   | 2017 | Найкращий актор                                     | Убивство священного оленя | Номінація |
| Венеційський міжнародний кінофестиваль  | 2022 | Кубок Вольпі за найкращу чоловічу роль              | Банші Інішерина           | Перемога  |
| Премія британського незалежного кіно    | 2008 | Найкращий актор                                     | Залягти на дно в Брюгге   | Номінація |
| Премія британського незалежного кіно    | 2015 | Найкращий актор                                     | Залягти на дно в Брюгге   | Номінація |
| Премія Лондонського гуртка кінокритиків | 2002 | Британський новачок року                            | Країна тигрів             | Перемога  |
| Премія Лондонського гуртка кінокритиків | 2016 | Британський/ірландський актор року                  | Фрекен Юлія               | Номінація |
| Премія Лондонського гуртка кінокритиків | 2016 | Британський/ірландський актор року                  | Лобстер                   | Номінація |
| Премія Лондонського гуртка кінокритиків | 2018 | Британський/ірландський актор року                  | Убивство священного оленя | Номінація |
| Премія Лондонського гуртка кінокритиків | 2018 | Британський/ірландський актор року                  | Обдурений                 | Номінація |
| Сатурн                                  | 2022 | Найкращий кіноактор другого плану                   | Бетмен                    | Номінація |